# Partido Comunista de Turkmenistán
El Partido Comunista de Turkmenistán (en turcomano : Türkmenistanyň Kommunistik Partiyasy (TKP), en ruso : Коммунистическая партия Туркменистана ) es un partido político comunista en Turkmenistán fundado en 1998.
Es el sucesor del Partido Comunista de la República Socialista Soviética de Turkmenistán, que se disolvió en diciembre de 1991. En 1992 se fundó un Comité Organizador para la Restauración del Partido Comunista, pero el partido no se legalizó. En 1998 se celebró un congreso constituyente del TKP y hasta 2002 funcionó de forma semilegal. En ese período, Serdar Rakhimov, un ex embajador en Pakistán se convirtió en el líder del KPT y el partido se convirtió en miembro del UCP-CPSU. En 2002, el régimen afirmó que se había producido un ataque terrorista contra el presidente Saparmurat Niyazov. Unas sesenta personas fueron detenidas, entre ellas Serdar Rakhimov, y condenadas a largas penas de prisión. Desde entonces, el Partido Comunista de Turkmenistán actúa en la clandestinidad.